# پوزه‌بند (فیلم)
پوزه‌بند (به انگلیسی: Muzzle) یک فیلم اکشن، جنایی و دلهره‌آور آمریکایی محصول سال ۲۰۲۳ به کارگردانی جان استالبرگ جونیور و نویسندگی کارلایل یوبانک است. آرون اکهارت، پنه‌لوپه میچل، دیگو تینوکو، پل جوهانسون، کایل اسمیتسون، دلیسا رینولدز و استیون لانگ در این فیلم به ایفای نقش می‌پردازند.
این فیلم توسط آرال‌جی‌ای فیلمز در ۲۹ سپتامبر ۲۰۲۳ منتشر شد.

## داستان
روایت‌گر داستان جیک راسر است، یک افسر پلیس لس‌آنجلس. جیک به تازگی شاهد قتل تکان‌دهنده‌ای بوده که سگ وفادارش توسط یک مهاجم ناشناخته به قتل رسیده‌است. او تصمیم به بررسی این حادثه می‌گیرد و در این راه وارد دنیایی پر از جنایت و رازهای پنهان می‌شود. همچنین، جیک در طول این سفر هیجان‌انگیز خود، به یک توطئه بزرگ که خودش را در مرکز آن می‌یابد، پی می‌برد.

## تولید
فیلمبرداری در لویی‌ویل، کنتاکی در اوت ۲۰۲۲ انجام شد.

## بازخوردها
در راتن تومیتوز بر اساس رای ۶ منتقد دارای امتیاز ۵ از ۱۰ می‌باشد.